# Valle de Camprodón
El Valle de Camprodón (en catalán: Vall de Camprodon) es una comarca catalana propuesta en el llamado informe Roca, publicado en diciembre de 2000. La comarca se encuentra en la provincia de Gerona y se articularía alrededor del municipio de Camprodón.
La comarca quedaría formada por cinco municipios:
- Camprodón
- Llanás
- Molló
- San Pablo de Seguríes
- Vilallonga de Ter

A 1 de enero de 2006, la población de la comarca sería de 4439 habitantes en un territorio de 294,2 km².